# Albert Torras
Albert Torras i Corbella (Tarrasa, Barcelona, 1980) es un escritor y periodista español.

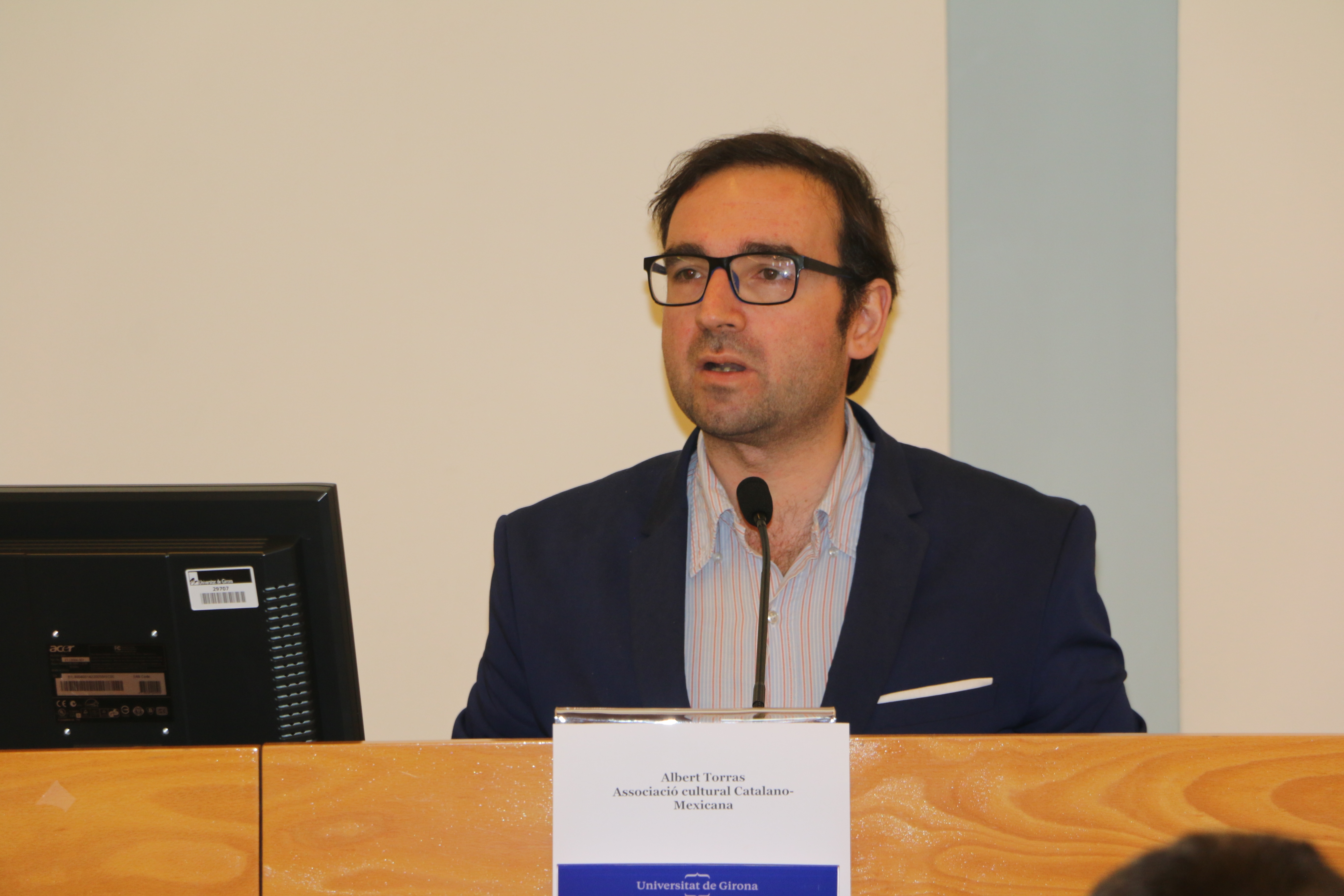
Albert Torras

## Biografía
Se inició en los medios de comunicación en Sants 3 Ràdio, emisora radiofónica local del distrito de Sants-Montjuic al frente del programa de actualidad. A partir de entonces ha realizado varios programas de radio de música clásica y música del siglo XX. Su vinculación con los barrios de Sants, Hostafrancs y La Bordeta, donde vive, se han convertido en el centro de su creación literaria centrándose en el ensayo y en la investigación histórica.
En cuanto al activismo vecinal, ha colaborado con la Sociedad Coral La Floresta, la entidad coral en activo más antigua de Barcelona, convirtiéndose en su presidente a partir de 2006. Colabora habitualmente con la Asociación de Comerciantes Creu Coberta, de la que es vocal desde 2007, así como con la Federación de Asociaciones y Comisiones de Hostafrancs y con el Secretariado de Entidades de Sants, Hostafrancs y La Bordeta, y ha estudiado la historia de sus Fiestas Mayores. Fue finalista del Premio Francesc Candel de 2008, y ha sido uno de los impulsores de la recuperación de los Juegos Florales de Sants, Hostafrancs y la Bordeta.
A nivel literario ha publicado, en el ámbito del ensayo y estos barrios, los libros: «La Floresta, 130 anys de música», «La Festa Major de Sants, dels orígens a l'agregació», «Misteris, llegendes i crònica negra de Sants, Hostafrancs i la Bordeta», «Del Nadal d'antuvi, Fires, rifes i pessebres a Sants-Montjuïc», «Dites i personatges populars de Sants, Hostafrancs i la Bordeta» y «Els Jocs Florals de Sants, Hostafrancs i la Bordeta». En 2014 publica, dentro de las celebraciones del Tricentenario del Sitio de Barcelona, el libro Sants, 1714, y la antología poética "De Sants al Poble-sec. Antología poética y musical del siglo XVIII al XXI" En el ámbito de la investigación sobre homosexualidad en Cataluña publicó «Gais i lesbianes de la història de Catalunya», con polémica incluida en recoger a Miguel de Cervantes en la lista, así como «Sóc gai i crec en Déu», dentro del ámbito de la investigación de las relaciones entre homosexualidad y religión. Paralelamente ha estudiado la relación entre Cataluña y México, a través de la Asociación Cultural Mexicano Catalana, de la que es vicepresidente.
En 2014 fue uno de los impulsores de la conmemoración del Bicentenario del General Juan Prim en México, mediante conferencias en la biblioteca Palafoxiana de Puebla, el Museo de la Ciudad de México y la Sociedad de Geografía y estadística de Guadalajara, defendiendo la teoría de que Prim se desplazó a México al mando de las tropas españolas conociendo previamente las intenciones reales de Napoleón III para una invasión del país.
Desde noviembre de 2014 es presidente de la Corresponsalía Barcelona, del Seminario de Cultura Mexicana. Es jefe de comunicaciones del eje comercial Creu Coberta, director adjunto del BCN City Ballet, y vocal de la Associació de Catalanistes de l'Amèrica Llatina, ACAL. Paralelamente, en el ámbito religioso es vicepresidente de la Cofradía del Cristo de la Buena Muerte, y fundador de la Cofradía de la Virgen de Guadalupe, en Barcelona. Es miembro de la Academia Internacional de Ciencias, Artes y Tecnología de Valencia, y canciller del Capítulo Nobiliario del Príncipe de Almuzara, Asociación Condesa de la Mora.
Ha sido impulsor del programa municipal "Any del Comerç i la Cultura" de Barcelona en 2018 y del programa "Ópera en el comercio" a partir de 2019. En el ámbito de la lírica promueve la difusión de la ópera en el comercio de la ciudad, así como los Premios de la Lírica que otorga anualmente Òpera Jove Catalunya y que han premiado a Montserrat Caballé, José Carreras, Jaime Aragall, entre otros. Es miembro de la Fundación Montserrat Caballé. Respecto al ámbito de la ópera ha publicado dos libros sobre el Gran Teatro del Liceo de Barcelona, uno como coautor del libro de los 175 años del Liceo editado por la Sociedad del Gran Teatro del Liceo, y el segundo, El Liceu desaparegut de la Editorial Efadós.

## Obras
- La Floresta, 130 anys de música (Societat Coral La Floresta, 2008)
- Gais i lesbianes de la història de Catalunya (Llibres de l'Índex 2009)
- La Festa Major de Sants, dels orígens a l'agregació (Autoedición, 2009)
- Del Nadal d'antuvi. Fires, rifes i pessebres de Sants Montjuïc (AC Creu Coberta, 2009)
- Misteris, llegendes i crònica negra de Sants, Hostafrancs i la Bordeta (FAECH, 2009. 2a edició 2010)
- Dites i personatges populars de Sants, Hostafrancs i la Bordeta (La Casa Gran, 2010)
- Mn. Joan Roca: El capellà del meu poble (Regidoria Cultura Palau de Plegamans, 2010)
- Els Jocs Florals de Sants, Hostafrancs i la Bordeta (Secretariat d'Entitats de Sants, Hostafrancs i la Bordeta, 2011)
- Barcelona. Sants, Hostafrancs i la Bordeta, recull gràfic 1855-1975 (Ed. Efadós, 2012)
- Sóc gai i crec en Déu (Ed. Setzevents, 2012)
- La Festa Major d'Hostafrancs. 150 anys de tradició i festa (Ed. FAECH, 2013)
- Te'n recordes? (Ed. A.C. Creu Coberta, 2013)
- Sants, 1714 (Districte de Sants-Montjuïc, 2014)
- De Sants al Poble-sec. Antologia poètica i musical de Sants-Montjuïc (Ed. Mexcat, 2014)
- La Seu del Districte (1915-2015). (Ajuntament de Barcelona. Districte de Sants-Montjuïc, 2015)
- Dies i records d'infantesa. Memòries de Núria Feliu. (Redactor del libro). (Ara Llibres, 2015)
- La Nit de Sant Joan a Barcelona (Angle Editorial, 2016) Coautor, con Manel Delgado, Xavier Cazeneuve, Marta Contijoch, Roger Canals y Amadeu Carbó
- Sants, desaparegut, recull gràfic (Ed. Efadós, 2018). 2a edición 2022
- El Cementiri de Montjuïc (Ed. Efadós, 2018)
- Del Consolat de Mar a la Cambra de Comerç d'Europa. Ramon Masià (Ed. Esguard, 2019)
- Sants. La Festa Major desapareguda (Ed. Efadós, 2020)
- Societat del Gran Teatre del Liceu. Arxiu Històric Coautor (Ed. Sociedad del Gran Teatro del Liceo, 2022)
- El Gran Teatre del Liceu desaparegut (Ed. Efadós, 2022)
- La Rambla desapareguda (Ed. Efadós, 2024)
- Catalunya y México. Anecdotario (Ed. BMC, 2024)